# Cianur de potassi
El cianur de potassi és un compost inorgànic amb la fórmula KCN. És un sòlid incolor cristal·lí amb una aparença similar al sucre. És molt soluble en aigua i molt tòxic. A causa de l'hidròlisi, quan s'humiteja emet petites quantitats d'àcid cianhídric que fan olor d'ametlles amargues.